# Club 2 de Mayo
Club Sportivo 2 de Mayo jest paragwajskim klubem piłkarskim z siedzibą w mieście Pedro Juan Caballero, stolicy departamentu Amambay

## Osiągnięcia
- Mistrz drugiej ligi paragwajskiej (Segunda división paraguay): 2005
- Mistrz trzeciej ligi paragwajskiej (Primera de Ascenso): 2003
- Mistrzostwo departamentu Amambay (10): 1958, 1960, 1980, 1986, 1988, 1995, 1997, 1998, 2002, 2003

## Historia
Klub założony został 6 grudnia 1935 roku. Przez długi czas grał w niższych ligach paragwajskiego futbolu, a większe sukcesy zaczął odnosić w roku 2003, kiedy to po zdobyciu mistrzostwa trzeciej ligi 2 de Mayo awansował do drugiej ligi, którą wygrał już w roku 2005 i w 2006 zadebiutował w lidze pierwszej (Primera división paraguaya).